# Deutsche in Paraguay

Deutsche in Paraguay haben eine lange Einwanderungsgeschichte, die bereits 1535 begann. Die deutsche Einwanderung in Paraguay gehört neben der (alt)-spanischen Einwanderung zu der wichtigsten Einwanderergruppe in diesem Lande, zwar nicht nach der absoluten Zahl von Kolonisten, jedoch aufgrund ihrer historischen und wirtschaftlichen Bedeutung. Sie geschah vor allem in den Jahren von 1870 bis 1936, wobei die mennonitische Einwanderung bis heute anhält. Eine neue Einwanderungswelle von mehreren tausend Deutschen begann im Jahre 2020 und ist noch nicht zu Ende.
Deutschsprachige und deutschstämmige Einwanderer nach Paraguay kamen nicht nur aus dem heutigen Deutschland, der Schweiz und Österreich, sondern auch aus deutsch besieldelten Gebieten Österreich-Ungarns und Russlands bzw. der Sowjetunion, wie beispielsweise dem Sudetenland oder dem Schwarzmeergebiet der heutigen Ukraine, außerdem aus deutschen Siedlungen in Kanada, in den USA, in Mexiko und Brasilien. Eine große Zahl solcher Siedler kamen beispielsweise über Südbrasilien (Brasiguayos) und Mexiko (Russlandmennoniten). Deutschsprachige Juden kamen vor allem als Flüchtlinge vor dem Nationalsozialismus nach Paraguay.
Obwohl es nie eine starke europäische Einwanderung nach Paraguay gab, besteht die Bevölkerung überwiegend aus Mestizen, wobei der mütterliche Anteil ganz überwiegend indianisch (Guaraní), der väterliche überwiegend europäisch ist, was mit der Geschichte des Landes zu tun hat, unter anderem mit dem Tripel-Allianz-Krieg, in dem die große Mehrheit der Männer zu Tode kam. Die insgesamt geringe europäische Einwanderung erhöht die Bedeutung der ebenfalls zahlenmäßig nicht besonders großen deutschen Einwanderung.
Laut Volkszählung lebten im Jahre 2020 166.000 Deutschsprachige und 19.000 Plautdietschsprachige (ein ostniederdeutscher Dialekt) im Land, daneben gab es 419.200 Deutschstämmige, was etwa 7 % der Bevölkerung Paraguays entspricht. Trotz des Lebens in Paraguay bleibt ein großer Teil der deutschen Gemeinschaft eng mit der deutschen Kultur verbunden. Deutschstämmige treffen sich weiterhin in deutschen Schulen, Kirchen und Sportvereinen mit typisch deutscher Prägung. In vielen deutschen Kolonien gelang es den Nachkommen deutscher Einwanderer die deutsche Sprache und Kultur – darunter auch die deutsche Küche und deutsches Brot – zu bewahren, was nicht zuletzt für neuere deutsche Einwanderer attraktiv ist.

## Geschichte

### Frühe Einwanderung

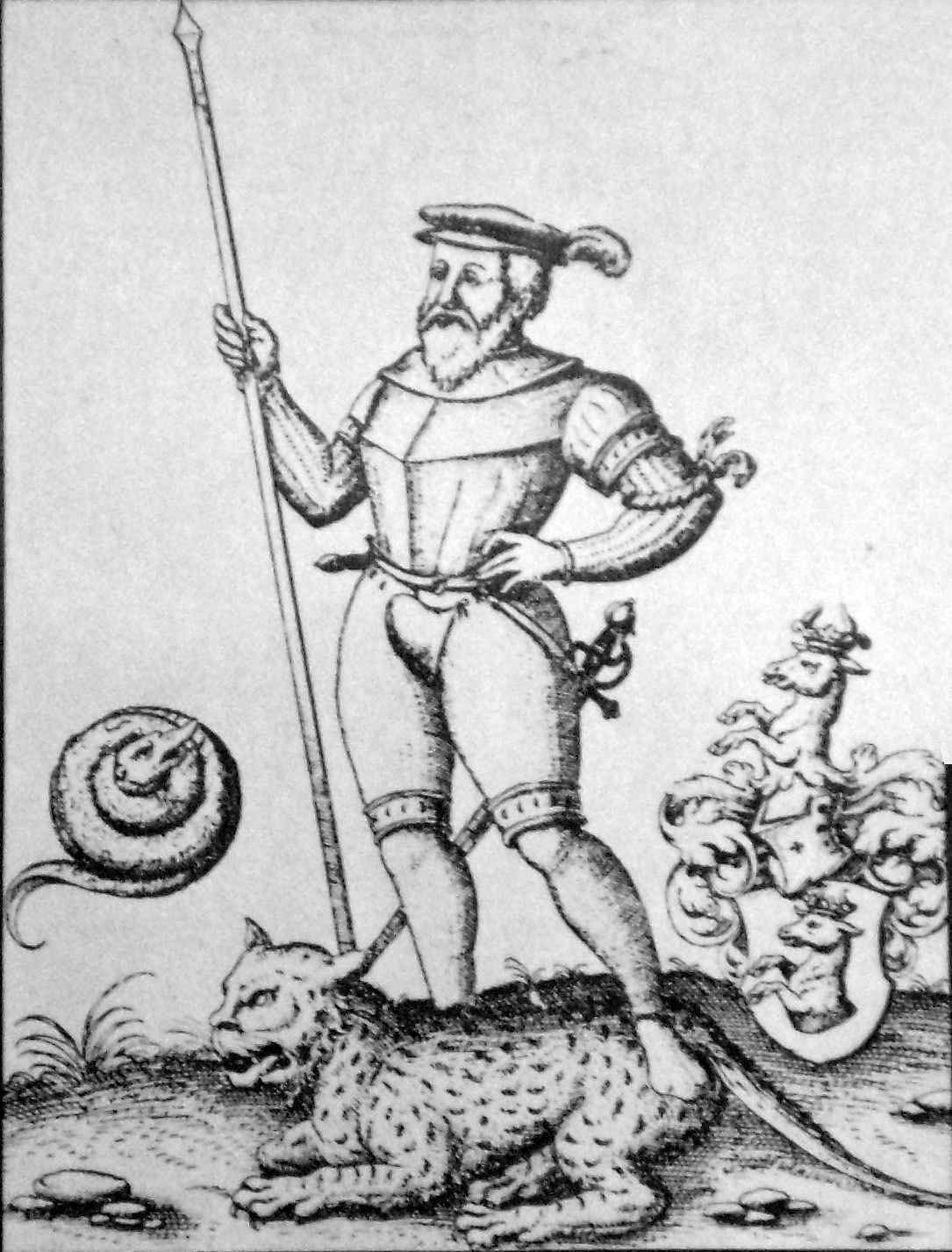
Ulrich Schmidl, erster Chronist der Region um den Río de la Plata. Stich aus der Ausgabe seines Berichts von Levinus Hulsius (1599).

Die deutsche Präsenz in Paraguay reicht bis in die ersten Jahre der Eroberung zurück, als im Jahr 1535 mit der Expedition von Pedro de Mendoza etwa achtzig Deutsche an den Río de la Plata kamen und von dort Expeditionen den Río Paraná hinauf unternommen wurden. Unter ihnen war Ulrich Schmidl, der zum Chronisten der Gründung Asuncións wurde.

### Einwanderung im 19. Jahrhundert
Die beidseitigen Beziehungen zwischen Deutschland und Paraguay begannen mit dem Vertrag über Freundschaft, Handel und Schifffahrt vom 1. August 1850.
Nach dem Tripel-Allianz-Krieg (1864–1870) ließen sich verschiedene Einwandererkontingente im Land nieder. Die erste wichtige Gruppe bestand aus etwa 150 deutschen Siedlern, die sich zwischen 1870 und 1872 in Yaguarón niederließen. Diese Kolonie bestand aber nicht lange an, sondern die Siedler zerstreuten sich oder kehrten heim, weil sich die Aufnahme von Einwanderern nicht in organisierter Weise vollzog.
Zur gleichen Zeit ließ sich Christian Heisecke, ein aus Niedersachsen stammender deutscher Kaufmann und Buchhalter, in Asunción nieder, der 1879 Kontakte zur Gründung der ersten geplanten deutschen Kolonie im Land knüpfte. Dadurch kamen 1881 etwa 200 Siedler, um San Bernardino zu gründen, von denen sich 70 im Distrikt Altos niederließen. Der Deutschschweizer Santiago Schaerer wurde zum Verwalter der Kolonie ernannt.
In den Jahren 1886/87 gründete Bernhard Förster, Schwager des Philosophen Friedrich Nietzsche, mit einer Gruppe von deutschnationalen Gesinnungsgenossen die Siedlerkolonie Nueva Germania im Departamento San Pedro. Die Haupttätigkeit dieser Kolonisten war der Anbau des Mate-Strauchs zur Herstellung von Mate-Tee.
Im Jahr 1895 knüpfte Christian Heisecke als Generalkonsul von Österreich-Ungarn und Vertreter verschiedener zentraleuropäischer Regierungen Kontakte zur Gründung einer zweiten deutschen Kolonie am Ufer des Paraná, wodurch die Kolonie Hohenau mit deutschen Bauern aus Rio Grande do Sul gegründet wurde.
Neben den ersten privaten Ansiedlungen stärkte das am 9. Juni 1897 in Deutschland erlassene Auswanderungsgesetz Nr. 2393 die Auswanderung nach Paraguay. Dieses Gesetz über die Auswanderung in das außereuropäische Ausland schrieb Bedingungen für die Auswanderung von deutschen Staatsbürgern vor, wobei unter anderem der Transport gesichert werden musste: Wer also Auswanderer ins Ausland befördern wollte, musste die Erlaubnis des Bundesrates und des Reichskanzlers einholen, die erteilt oder verweigert werden konnte. Zu diesem Gesetz schrieb der deutsche Konsul in Argentinien: „Wir müssen kolonisierbare Gebiete sichern, die den Deutschen eine Heimat bieten können. In Südamerika, insbesondere im Süden Brasiliens und Argentiniens (sic), in der Region Misiones, an den Ufern des Paraná-Flusses, gibt es eine Region, die auf diese Bedürfnisse eingeht.“
Die Stadt Hohenau wurde am 14. März 1900 mit der Hilfe von deutschstämmigen Brasilianern, die oft Hunsrückisch sprachen, gegründet, die sich dort wegen der fruchtbaren Erde niederließen.
Am 17. Januar 1919 wurde die deutsche Kolonie Colonia Independencia gegründet. Zu den ersten Siedlern zählten einige nach dem Ersten Weltkrieg aus dem Deutschen Heer ausgeschiedene Soldaten.

### Mennonitische Einwanderung

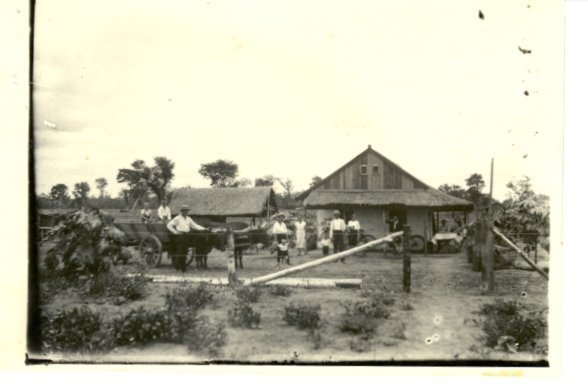
Im mennonitischen Rosenort im Jahre 1932.

In den Jahren 1926/27 gründeten deutschsprachige Russlandmennoniten aus Kanada die Kolonie Menno im damals in noch keiner Weise kolonisierten Chaco, weil in Kanada im Zuge des 1. Weltkrieges Maßnahmen gegen die deutsche Sprache ergriffen worden waren. Mennoniten aus Russland mit dem gleichen plautdietschen Hintergrund wie die aus Kanada kommenden Mennoniten gründeten dann zwischen 1930 und 1932 in der Nähe der Kolonie Menno eine ähnliche Kolonie namens Fernheim, nachdem sie vor dem Hunger und der Unterdrückung in der damaligen stalinistischen Sowjetunion geflohen waren. Im Jahre 1947 kamen dann weitere deutschsprachige Russlandmennoniten aus der Sowjetunion und gründeten ebenfalls im Chaco die Kolonie Neuland.
Neben den Chaco-Kolonien wurden zwischen 1937 und 2017 insgesamt 18 deutsche Mennoniten-Kolonien im wesentlich besser entwickelten Ostparaguay gegründet, wobei diese Russlandmennoniten neben Russland und Kanada teilweise auch aus den USA, Mexiko und dem mittelamerikanischen Belize kamen. Die mennonitische Einwanderung erfolgte bis in jüngste Zeit und ein Ende ist nicht abzusehen. In den armen Gegenden des Landes führt die soziale Kluft zwischen den relativ wohlhabenden Mennonitengemeinden und der sehr armen Bevölkerungsschicht gelegentlich zu Spannungen, wie in Santa Rosa del Aguaray. Es kommt durch die Terrorgruppe Paraguayische Volksarmee in verschiedenen Landesteilen wiederholt zu Entführungen von Mennoniten.

### Zwischenkriegszeit
Zwischen 1930 und 1933 warb die paraguayische Regierung in der deutschsprachigen Presse um Einwanderer, besonders Landwirte wurden gesucht. Die meisten kamen aus Baden-Württemberg, Sachsen, Bayern und Österreich.

### Einwanderung im Zusammenhang mit dem Nationalsozialismus
Ein Teil der Deutschen in Paraguay identifizierten sich relativ stark mit dem Nationalsozialismus. Bereits vor 1933 existierte in Paraguay eine Ortsgruppe der NSDAP. Dennoch flüchteten nach der Machtergreifung der Nationalsozialisten in Deutschland rund 20.000 Juden aus Europa nach Paraguay. Paraguay hatte zu jener Zeit liberalere Einwanderungsgesetze als die eigentlich bevorzugten Zielländer Argentinien und Brasilien. Viele der Flüchtlinge verließen deshalb Paraguay bald nach ihrer Ankunft und siedelten in die beiden Nachbarländer über.

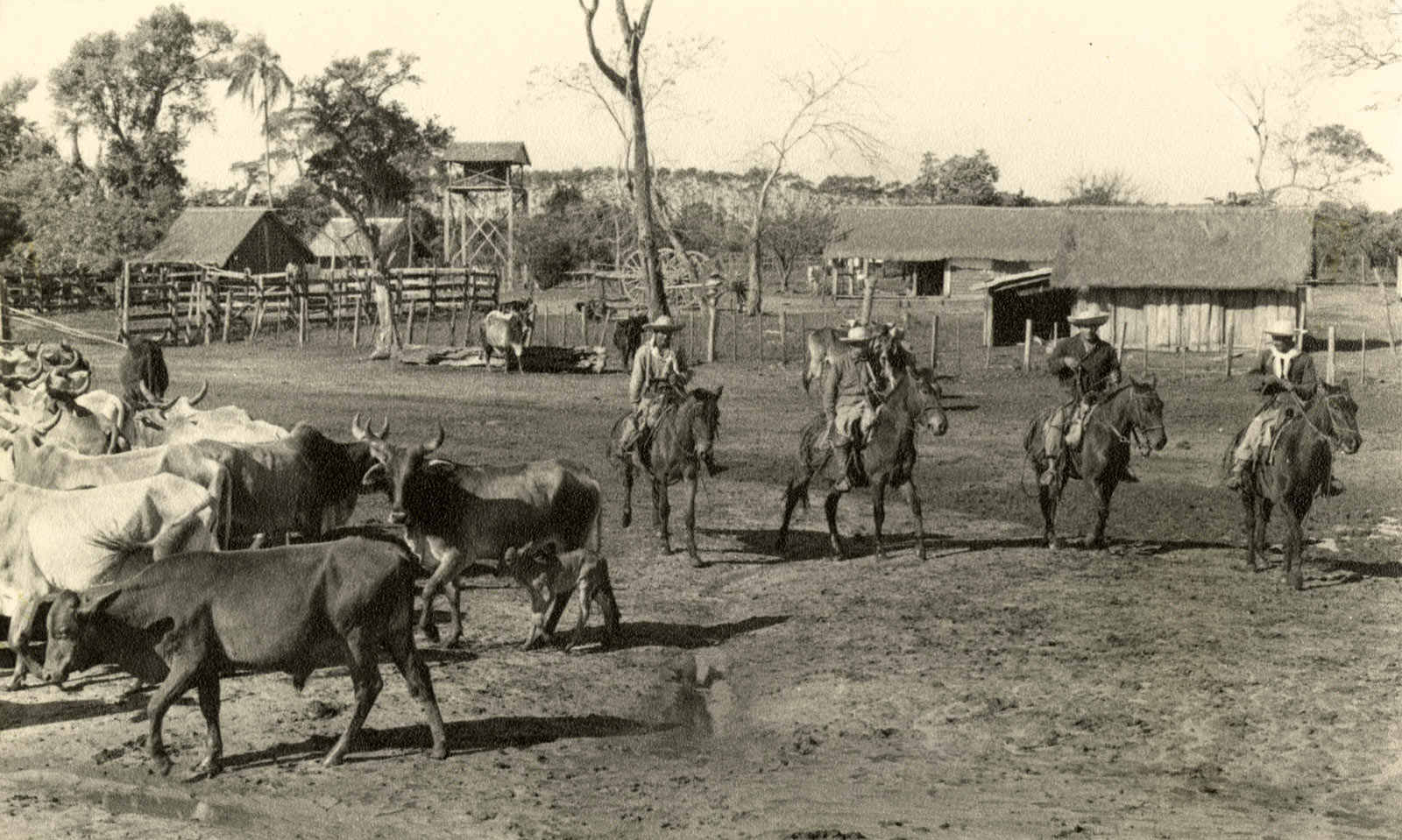
Ein Viehtrieb der Bruderhöfer in Paraguay

Die Bruderhöfer, eine neutäuferische Bewegung mit einer am Vorbild der Jerusalemer Urgemeinde orientierten Gütergemeinschaft, 1920 in Hessen entstanden, floh 1937 vor den Repressionen des Nationalsozialismus aus Deutschland und fand zunächst Zuflucht im Fürstentum Liechtenstein und später in England. Dort drohte den deutschen Mitgliedern nach Kriegsausbruch die Internierung. Deshalb wanderten sie weiter nach Paraguay, das einzige Land, das 1941 den etwa 350 Bruderhöfern eine Einreisegenehmigung erteilte und die Gründung der Siedlung Primavera (Paraguay) ermöglichte. Nach einer Krise Ende der 1950er bis Anfang der 1960er Jahre zogen die meisten Bruderhöfer in die Vereinigten Staaten. Seit 1932 waren sie mit den Hutterern verbunden, diese Verbindung hatte jedoch eine wechselvolle Geschichte und endete definitiv im Jahre 1995.
Nach Ende des Zweiten Weltkriegs flohen zahlreiche Nazis nach Paraguay, unter ihnen war der KZ-Arzt Josef Mengele, der sich eine Zeit lang in Hohenau versteckte.

### Einwanderung im 21. Jahrhundert
Paraguay verzeichnet seit 2015 einen stärkeren Zuzug von deutschen Familien. Dieser steht in Zusammenhang mit Auswanderungen, die der Flüchtlingspolitik sowie der Coronapolitik Deutschlands gegenüber kritisch eingestellt sind. Laut Einwanderungsbehörden haben sich im Jahr 2020 in Paraguay 1.077 Deutsche niedergelassen. Nach den Brasilianern und Argentiniern stellten die Deutschen die drittgrößte Einwanderergruppe, Tendenz steigend. Nach Berichten von El País haben mindestens 1.644 Deutsche im Jahre 2021 ihren Niederlassungsprozess in Paraguay abgeschlossen. Allein in den sieben Monaten zwischen Juni 2021 und Februar 2022 wurden 1.324 Aufenthaltsgenehmigungen an deutsche Staatsbürger vergeben, womit sie nach Brasilianern die zweitgrößte Einwanderungsgruppe stellten. Tausende weiterer Deutsche sind nach Angaben örtlicher Quellen ins Land gekommen, ohne sich bei den Einwanderungsbehörden zu melden. Diese Einwanderungswelle wird vor Ort im Wesentlichen positiv bewertet, da sie die wirtschaftliche Entwicklung belebt. An Ortsschildern in den Städten Obligado und Bella Vista wurden deutschsprachige Botschaften wie „Fühl dich wie zu hause“ oder „Willkommen“ angebracht.

## Deutsche Siedlungen
Einige der deutschen Siedlungen bzw. Kolonien entwickelten sich zu Kleinstädten, wie San Bernardino (24.000 Einwohner, Stand: 2017), Hohenau (16.546 Einwohner, Stand: 2022), Altos (14.229 Einwohner, Stand: 2017), Obligado (18.330 Einwohner, Stand: 2022), Capitán Meza (15.088 Einwohner 2022) und Bella Vista (15.519 Einwohner 2022), während andere kleiner wie Nueva Germania (7.748 Einwohner, Stand: 2022) oder sehr klein wie die Kolonie Sudetia (437 Einwohner, Stand: 2002) blieben.
In der größten Stadt mit nennenswerter deutscher Besiedelung, Cambyretá (65.608 Einwohner, Stand: 2022), wurde der deutsche Bevölkerungsanteil weitestgehend assimiliert.
Die drei Orte Hohenau, Obligado und Bella Vista liegen dicht beieinander, Hohenau und Obligado gehen direkt ineinander über und Bella Vista liegt nur wenige Kilometer entfernt, weshalb man in Bezug auf sie auch von den „Vereinigten Kolonien“ spricht, die 2023 zusammen eine Bevölkerung von etwa 45.000 Menschen haben. Dazu kommt, dass die Großstadt Encarnación nur 35 km entfernt liegt und über die Route 6 mit dem Auto in einer halben Stunde zu erreichen ist.
Vor allem Hohenau hat sich trotz seiner relativen Größe seinen deutschen Charakter weitgehend erhalten und ist so – nicht zuletzt wegen seines vergleichsweise milden Klimas – zum Anziehungspunkt der jüngsten Einwanderungswelle seit 2020 geworden. Insbesondere zu Hohenau hat sich eine lebhafte Diskussion für und wider eine Auswanderung dorthin entwickelt, die unter anderem auf YouTube und Telegram geführt wird.
Die beiden zentralen Städte der großen Mennonitenkolonie im Chaco, Loma Plata (16.460 Einwohner, Stand: 2017) und Filadelfia (18.210 Einwohner, Stand: 2017), die bis heute beide ein sehr starkes deutsches Bevölkerungselement enthalten, wurden zur Hauptstadt des Departements Boquerón (Loma Plata) bzw. zu einer Metropole von West-Paraguay (Filadelfia). Dies führte die Deutsche Welle zu der Aussage: „Matthias Kopp findet ein Stück Deutschland – mitten in Paraguay“.

### San Bernardino

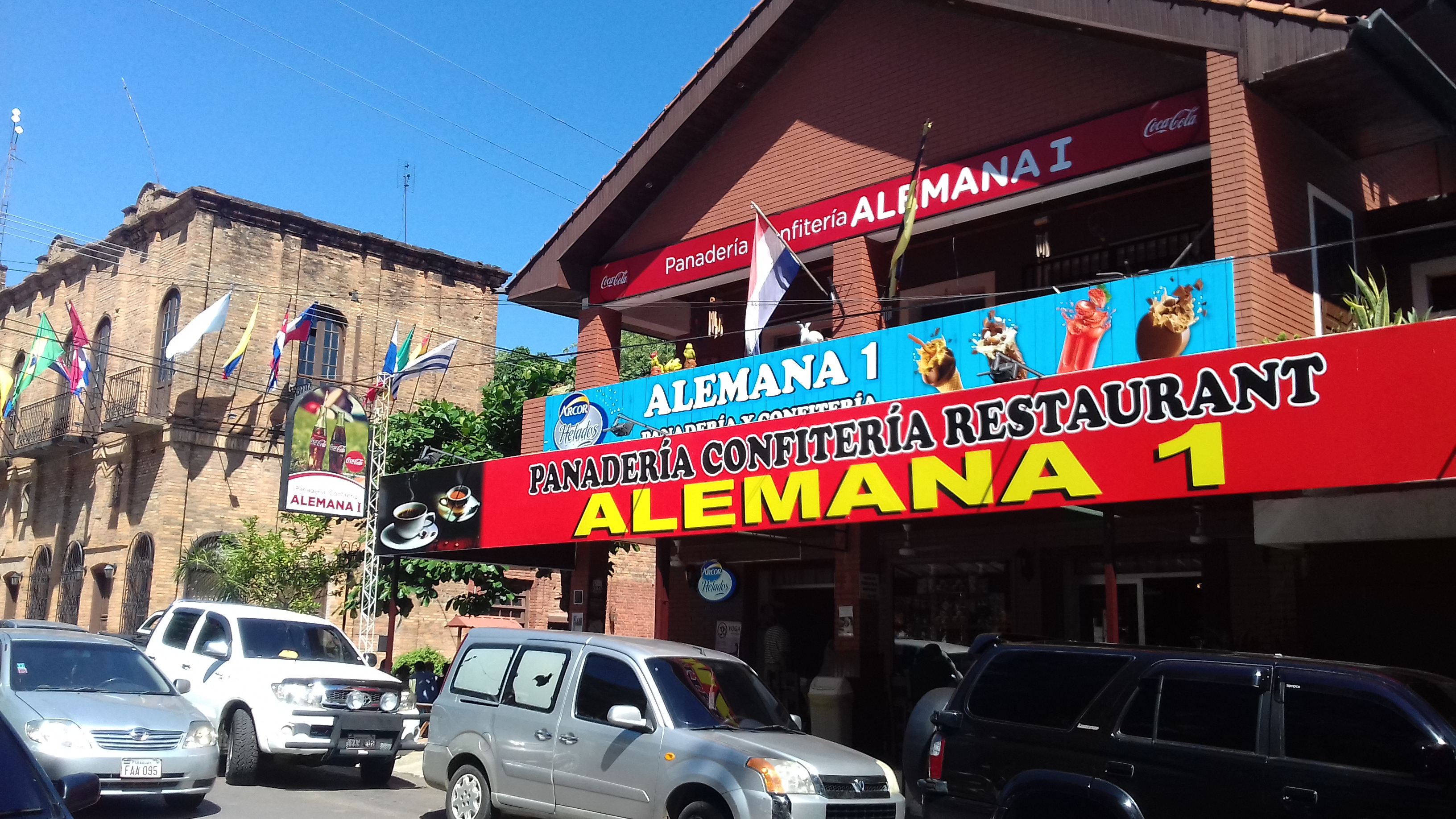
Alemana 1, die deutsche Konditorei und Restaurant in San Bernardino ist das ganzjährig ein beliebter Treffpunkt.

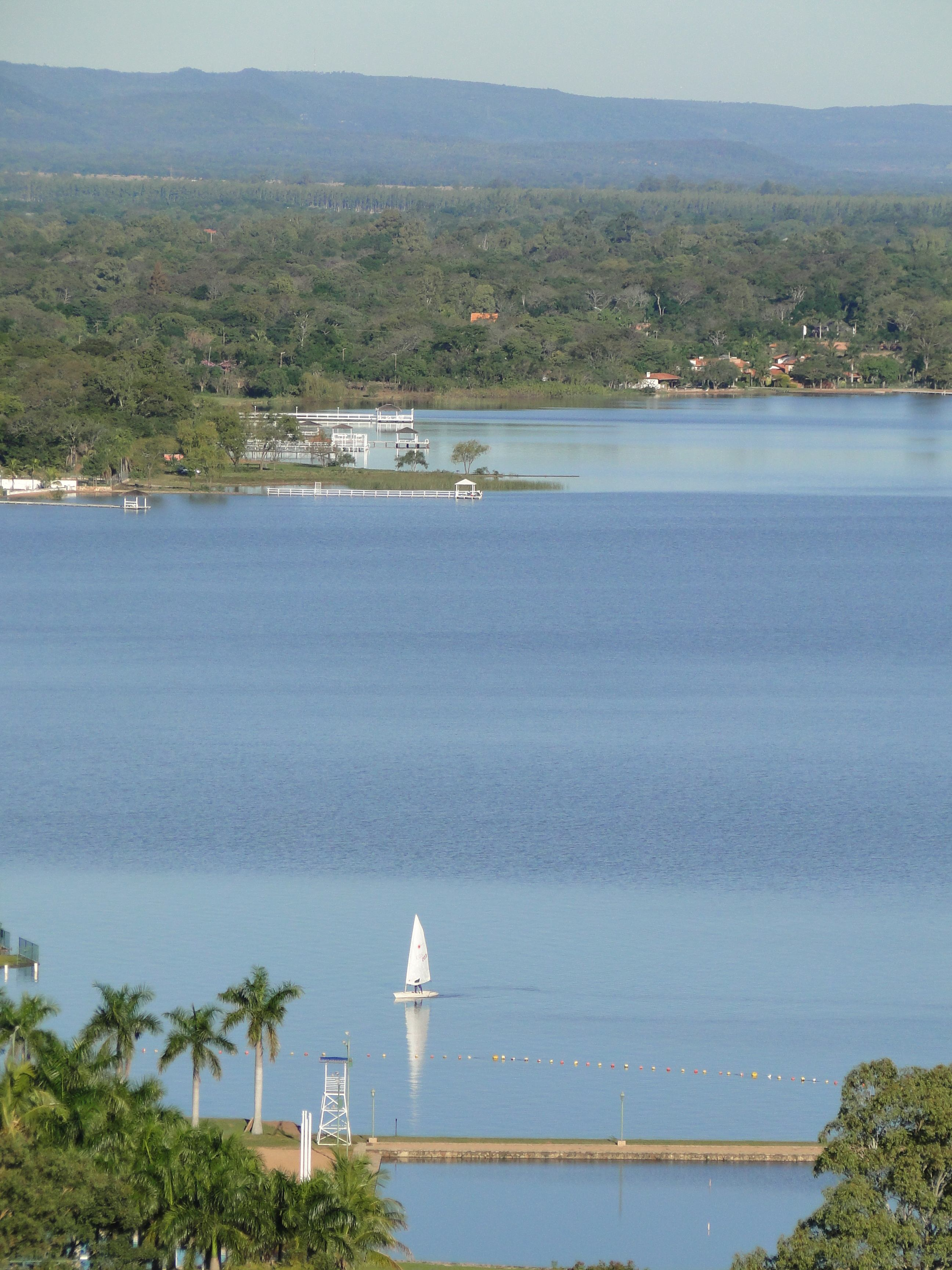
San Bernardino aus der Vogelperspektive.

Im Jahr 1879 knüpften der deutsche Staatsbürger Christian Heisecke und der Schweizer Staatsbürger Santiago Otto Schaerer Kontakte, um die erste deutsche Kolonie in Paraguay zu gründen, und begannen in diesem Jahr mit dem Briefwechsel zwischen den Kolonisten und dem Präsidenten Cándido Bareiro.
Der Regierungsvorschlag beinhaltete, dass jede Siedlerfamilie Folgendes erhalten würde: Land, ein Ochsengespann, notwendiges Saatgut für den Anbau, Überfahrt von Buenos Aires nach Asunción und sechs Monate Unterhalt.
Nach dem Tod von Cándido Bareiro kamen im Jahr 1881 die ersten 200 Siedler an, denen das Land in der Gegend namens Taruma de Luque anboten wurde, sie wurden jedoch später während der Regierungszeit von Bernardino Caballero umgesiedelt, was am 24. August 1881 zur Gründung der Kolonie San Bernardino mit deutschen und schweizerischen Einwanderern führte. Einige dieser Siedler aus San Bernardino hatten die Nachnamen: Siedow, Schoenfeld, Degenherd, Staenzel und Wache.

### Altos
Von den 200 Siedlern, die in San Bernardino ankamen, ließen sich 70 im Jahre 1881 in Altos nieder. Im folgenden Jahr führten sie in einem Privathaus den ersten Deutschunterricht für die Kinder von Einwanderern durch. Am 9. September 1893 wurde der Deutsche Schieß- und Sport-Verein gegründet, dessen Gebäude am Ufer des Heldenplatzes liegt.
Im Jahr 1896 wurde das Gebäude der Deutschen Schule Patria eingeweiht, die sich im Jahre 1926 mit dem deutschen Friedhof zum Deutschen Club Patria zusammenschlossen. Gotthold Otto war einer der deutschen Vorväter von Altos, dessen zahlreiche Nachkommen sich bis heute aktiv am sozialen und politischen Leben der Stadt engagieren.

### Hohenau

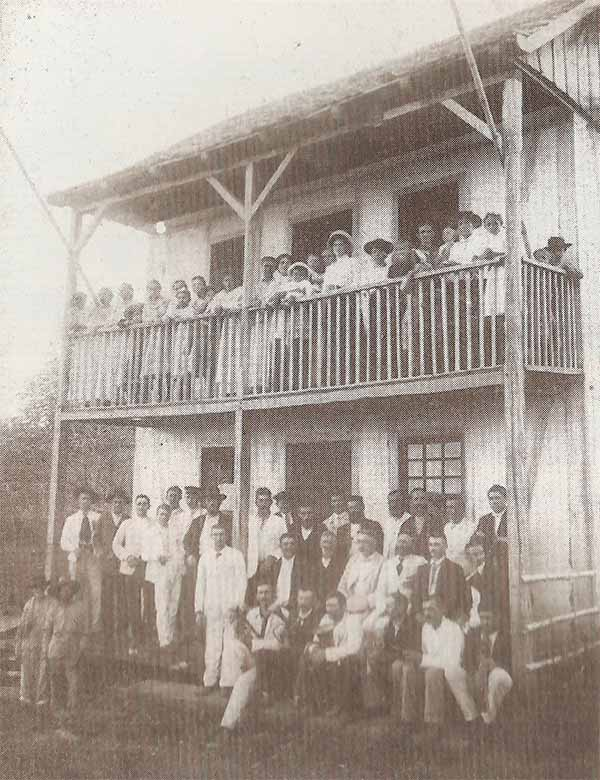
Frühe Siedler von Hohenau.

Im Jahr 1895 knüpfte Christian Heisecke Kontakte zu Carlos Reverchon, Guillermo Closs und den Brüdern Esteban und Ambrose Schöller mit dem Ziel, eine zweite deutschen Kolonie im Land zu gründen. Einige von ihnen, darunter Closs, der aus Deutschland eingewandert war, ließen sich zunächst in Serra Pelada in Brasilien nieder, zogen aber später nach Paraguay mit der Absicht, eine neue Kolonie am Ufer des Flusses Paraná zu gründen.
Am 12. September 1898 gewährte die Regierung Closs und Reverchon per Dekret ein Grundstück von 16 Quadratmeilen in der Gegend von Encarnación. Offiziell wurde die Kolonie am 14. März 1900 mit dem Namen Hohenau gegründet.

### Nueva Germania
Im Jahre 1887 wurde die Kolonie Nueva Germania von Bernard Förster, einem deutschen Arzt, der mit der Schwester des berühmten Philosophen Friedrich Nietzsche verheiratet war, gegründet, wobei Förster eine rein „deutschblütige“ Kolonie vorschwebte. Nach dem Suizid Försters, der die Vermischung der Siedler mit einheimischen Mestizen nicht verhindern konnte, setzte jedoch der Niedergang ein.
Die deutschen Siedler waren auf die Bedingungen in Südamerika nicht vorbereitet und schafften es oftmals nicht, sich anzupassen. Die Kolonie fiel deshalb in Hunger und Armut, löste sich aber nicht auf, sondern besteht auch noch heute. Etwa 200 Nachfahren der Siedler sind immer noch dort anzutreffen.
Nach der Volkszählung von 2002 hatte Nueva Germania 4.202 Einwohner, von denen 840 (20 %) angaben, Deutsch als erste, zweite oder dritte Sprache zu sprechen. Unter den jüngeren Bewohnern waren deutsche Sprachkenntnisse noch ähnlich weit verbreitet wie unter den Älteren.
Erstaunlich ist, dass in Nueva Germania die Deutschsprachigen perfekt Guaraní sprechen, während nur sehr wenige der spanischen Sprache mächtig sind, wobei behauptet wird, dass es wesentlich einfacher ist Guaraní zu lernen.

### Capitán Meza
Nachdem er einige Zeit im argentinischen Entre Ríos und in Hohenau gelebt hatte, erhielt Friedrich Christian Mayntzhusen, geboren 1873 in Hamburg, im Jahre 1904 ein väterliches Erbe und kaufte mit diesem Geld Land am Ufer des paraguayischen Flusses Paraná, genauer gesagt an der Mündung des Baches Yaguarazapa, an dem heute Capitán Meza liegt. Dort begann er mit seinen Forschungen zur Kultur und Herkunft der indianischen Aché.
1907 begann er, dieses Land zu kolonisieren, indem er es an deutsche Siedler, Deutschbrasilianer und einige Paraguayer verkaufte. Die Siedler wanderten ungefähr zwischen 1908 und 1911 ein. Alle Familien widmeten sich der Landwirtschaft mit Anbau von Maniok und Bohnen, der Imkerei, der Schweinezucht und dem Anbau des Mate-Strauchs.
1955 zum Distrikt erhoben, erhielt die alte Kolonie den Namen Capitán Meza in Erinnerung an den Befehlshaber der paraguayischen Armee während des Tripel-Allianz-Krieges Pedro Ignacio Meza.

### Cambyretá
Die ersten deutschen Einwanderer, die am 1. September 1911 in Cambyretá ankamen, waren aus Bayern. Bald darauf schlossen sich weitere Familien an, deren Nachkommen zum Teil bis heute dort leben. Die Siedler waren nicht nur Bauern, sondern auch Maler, Musiker und andere Akademiker, so dass daran gedacht wurde, hier ein zweites Worpswede zu gründen. Es wurden Milchkühe gehalten und Maté-Sträucher angebaut. Der Absatzmarkt war vor allem die Stadt Encarnación.
Im Laufe der Jahre vermischten sich diese deutschsprachigen Siedler mit anderen Paraguayern, so dass sich die deutsche Kultur und Sprache weitestgehend verlor. Die Siedler waren größtenteils lutherisch und es wurden in gewissen Abständen Gottesdienste in deutscher Sprache abgehalten. Später entstand dort eine mennonitische Gemeinde die von deutschsprachigen Mennoniten gegründet wurde.

### Obligado

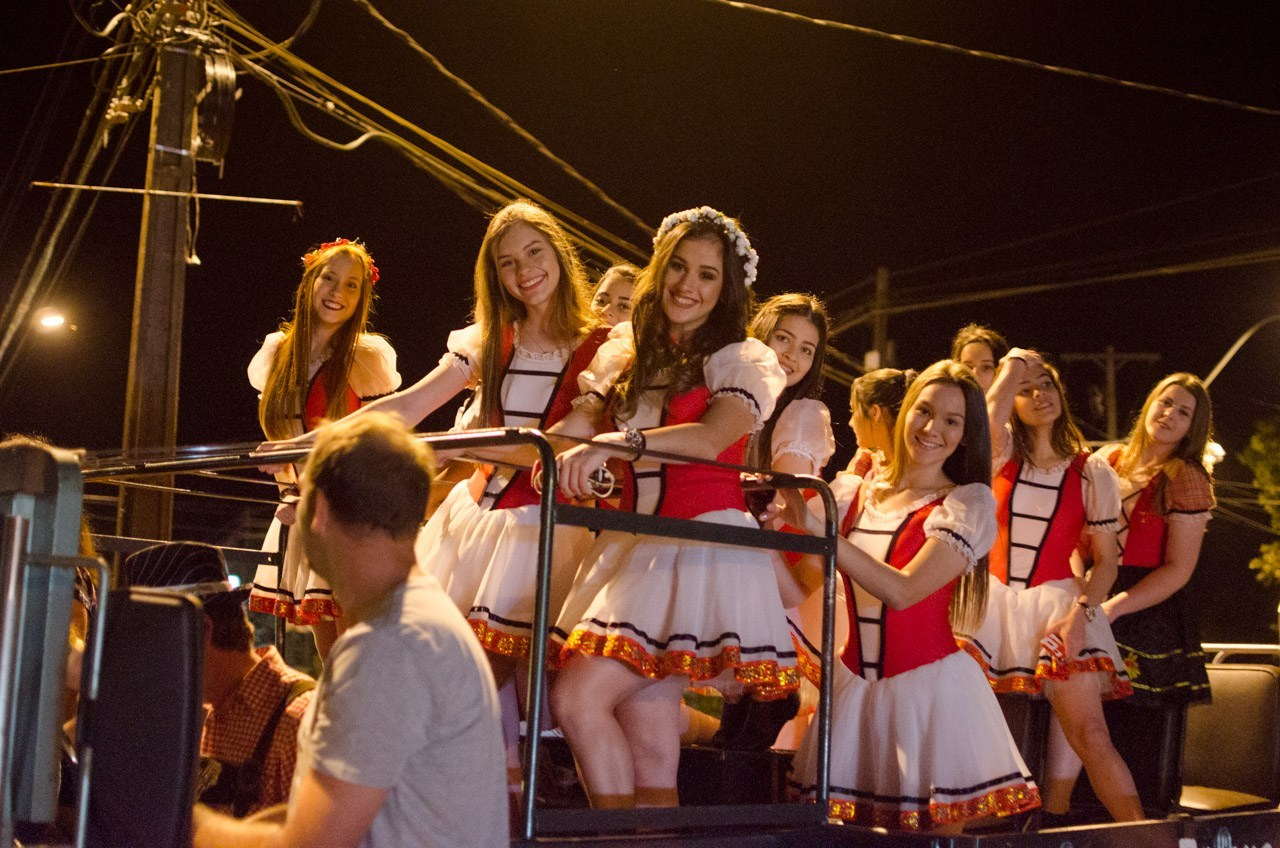
Mädchen der Obligado-Tanzschule machen Werbung für das Choppfest 2017.

Das Land, auf dem sich die Stadt befindet, gehörte anfangs einem Argentinier namens Dr. Obligado. Am 25. Mai 1912 wurde die Siedlung gegründet, die zur heutigen Stadt Obligado wurde, dabei wurden Parzellen vermessen und 40.000 Hektar an deutsche Kolonisten verkauft. Die Gründungsväter der Kolonie waren Rudolf Müller und Wilhelm Ymlauer. Der neue Ort wurde nach dem vorangegangenen Landbesitzer Obligado benannt. Es war nach Hohenau die zweite deutsche Kolonie innerhalb der Vereinten Kolonien von Itapúa, zu denen auch Bella Vista gehört. Später kamen auch Einwanderer aus der Schweiz, Belgien, der Ukraine, Russland, Polen, Japan und anderen Ländern hinzu.
Der fruchtbare Boden begünstigt die Landwirtschaft und Viehzucht, in denen 80 % der Einwohner beschäftigt sind. Es werden Soja, Mais und Weizen angebaut sowie Rinder und Schweine gezüchtet. Aber auch der Handel und das Dienstleistungsgewerbe spielen eine wirtschaftliche Rolle. Es gibt unter anderem große Supermärkte, Apotheken, Banken, verschiedene Dienstleistungsunternehmen, Luxushotels und eine Universität. Der Distrikt Obligado gilt als der reichste und modernste der Vereinten Kolonien und als das größte Industriezentrum von Itapúa.

### Bella Vista
Bella Vista wurde am 12. Oktober 1918 von den deutschen Einwanderern Joseph Bohn und Erdmann Fischer gegründet. Es wurde durch Gesetzesdekret Nr. 207 vom 4. September 1959 zu einem Bezirk erhoben. Heute gilt es als eine der aktivsten Städte in Itapúa und ist als „Hauptstadt des Mate-Tees“ bekannt.

### Independencia Nacional

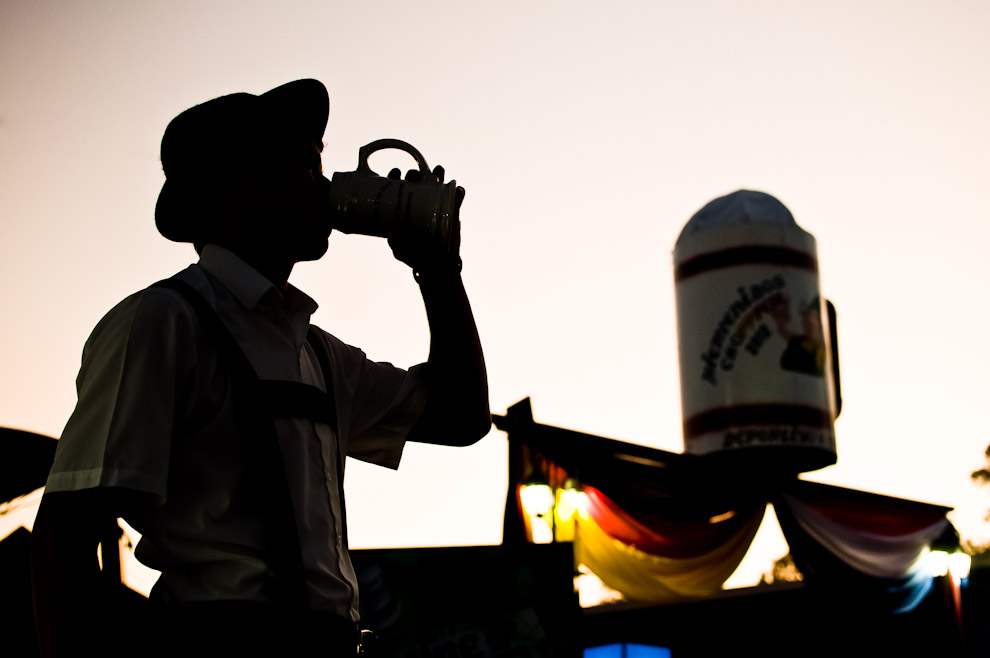
Junger Mann trinkt ein Bier vor dem Club Alemán in Independencia.

Am Ende des Ersten Weltkriegs siedelten sich zahlreiche deutsche Familien im ehemaligen Ort Muvevó in Guairá an. Am 9. Oktober 1919 wurde die Kolonie Independencia Nacional gegründet. Angesichts des Wachstums, das er durch die Ankunft weiterer deutscher, österreichischer und schweizerischer Einwanderer erlebte, wurde die Gründung des Bezirks am 16. Juni 1955 beschlossen.

### Colonia Sudetia
Etwa 20 Familien bildeten die Gruppe der ersten sudetendeutschen Vorhut, die 1933 auf der Suche nach einer Bleibe in Paraguay eintraf, da es sich überwiegend um politische Exilanten handelte. Sie gründeten die Kolonie Sudetia, in Erinnerung an das Sudetenland, aus dem sie kamen. Der Ort verfügt über einen deutschen Schulverein.

### Deutsche Mennonitensiedlungen

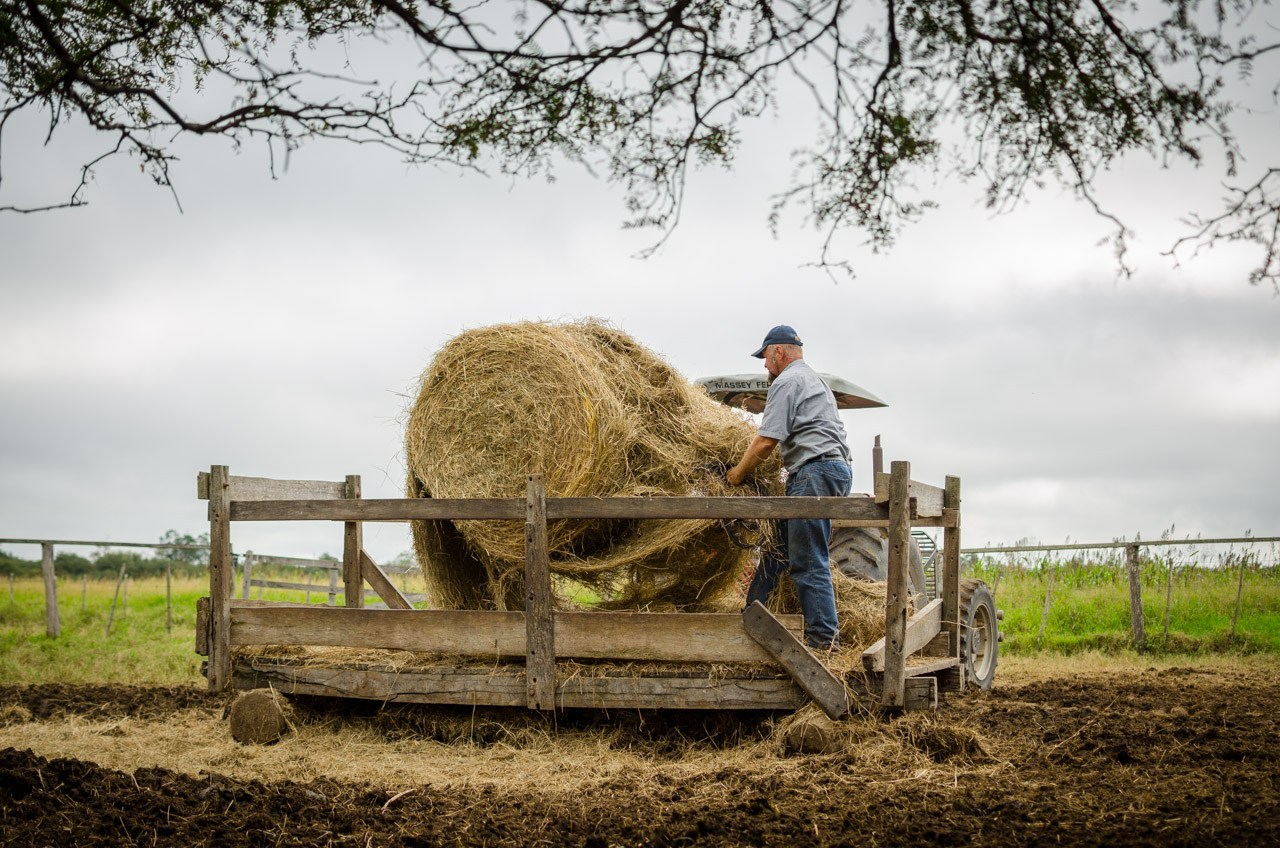
Ein Bauer rollt Heu aus, um die Kühe auf seinem Bauernhof in der Nähe des Mennonitendorfs Grünau zu füttern.

In Paraguay gab es im Jahre 2017 insgesamt 16 Kolonien von deutschsprachigen Russlandmennoniten, drei große Kolonien im paraguayischen Chaco, nämlich die Kolonie Menno, gegründet im Jahre 1927 im damals noch nicht kolonisierten Chaco, die Kolonie Fernheim, gegründet 1930, und die Kolonie Neuland, gegründet 1947, und insgesamt 13 Mennoniten-Kolonien im wesentlich besser entwickelten Ostparaguay, die zwischen 1937 und 2017 gegründet wurden.
| Name          | Gebiet | Gegründet | Herkunft      | Bewohner 1987 | Bewohner 2022 |
| ------------- | ------ | --------- | ------------- | ------------- | ------------- |
| Menno         | West   | 1927      | Kanada        | 6,650         | 10,700        |
| Fernheim      | West   | 1930      | UdSSR/Kanada  | 3,240         | 4,984         |
| Friesland     | Ost    | 1937      | UdSSR/Kanada  | 720           | 672           |
| Neuland       | West   | 1947      | UdSSR/Kanada  | 1,330         | 2,347         |
| Volendam      | Ost    | 1947      | UdSSR/Kanada  | 690           | 710           |
| Bergthal      | Ost    | 1948      | Kanada        | 1,490         | 3,823         |
| Sommerfeld    | Ost    | 1948      | Kanada        | 1,860         | 4,963         |
| Reinfeld      | Ost    | 1966      | Kanada        | 120           | 365           |
| Rio Verde     | Ost    | 1969      | Mexiko        | 2,490         | 3,600         |
| Tres Palmas   | Ost    | 1970      | Kanada/UdSSR  | 220           | 186           |
| Santa Clara   | Ost    | 1972      | Mexiko        | 130           | 302           |
| Nueva Durango | Ost    | 1978      | Mexiko        | 2,050         | 2,410         |
| Manitoba      | Ost    | 1983      | Mexiko        | 290           | 1,269         |
| Madelón       | West   | 2013      | Durango, PY   | 0             | 373           |
| Monte Claro   | West   | 2017      | Rio Verde, PY | 0             | 373           |
| Asuncion      | Ost    | 1947      | Verschieden   | 750           | 1,550         |
| Paraguay      |        |           |               | 22,710        | 38,731        |

Neben den Kolonien und Asunción gibt es auch eine größere, jedoch unbekannte Zahl von Russlandmennoniten, die außerhalb der Kolonien verstreut im Lande leben.
Bis heute (Stand: 2007) beträgt der Anteil der deutschen Minderheit im zentralen Chaco etwa 32 % der Bevölkerung und stellt damit die zweitgrößte Bevölkerungsgruppe nach den indianischen Ureinwohnern und noch vor den paraguayischen Mestizen.
Im Umfeld der deutschlandstämmigen Mennoniten kam es 2011 und 2016 zu Betrugsskandalen. Zwei Männer russlandmennonitischer Herkunft gaben vor, sehr ertragreiche Macadamia-Nüsse anbauen zu wollen, um so den weitgehend unkultivierten Osten des südamerikanischen Landes fruchtbar zu machen. Der Schaden soll sich Schätzungen zufolge auf rund 60 Millionen Euro belaufen. Bis zu 20.000 Gläubige sollen betroffen sein. Die Geschädigten – überwiegend Russlanddeutsche mennonitischen Glaubens – wollten Geld in Ackerland in Paraguay investieren, um dorthin auszuwandern. Dieser Skandal rief ein breites Medienecho sowohl in der spanischen als auch in der deutschen Presse hervor. Einen anderen Betrugsskandal gab es mit einem Reisebüro, das angeblich von der Mennonitekolonie Sommerfeld in Ostparaguay aus Flüge nach Deutschland organisiert, die Flüge dann jedoch bei der Fluglinie nicht bezahlt, sodass die Reisenden auf einer Zwischenstation in Südamerika hängen bleiben. Betrügerische Reisebüros scheinen auch außerhalb der deutschen Gemeinschaft keine Seltenheit zu sein.

### Weitere deutsche Siedlungen
Weitere Orte, an denen Deutsche und ihre Nachkommen leben, die aber nicht von Deutschen gegründet wurden, sind Areguá, Luque, Itauguá, Ypacaraí, Atyrá, Piribebuy, Nueva Colombia, J. Eulogio Estigarribia, Azotey und Encarnación.

## Deutsche Kultur
Trotz des Lebens in Paraguay bleibt ein Teil der deutschen Gemeinschaft eng mit der deutschen Kultur verbunden. Deutschstämmige treffen sich weiterhin in Schulen, Kirchen und Sportvereinen mit typisch deutscher Prägung. In vielen deutschen Kolonien gelang es den Nachkommen deutscher Einwanderer, die deutsche Sprache und Kultur – darunter die deutsche Küche – zu bewahren.
Auch in Bezug auf den Baustil ist das deutsche Erbe vielfach erhalten. Eines der Wahrzeichen ist das Hotel del Lago, das im Zentrum der Stadt San Bernardino liegt und dort eine Touristenattraktion ist.

### Deutsche Sprache
In Paraguay haben laut Ethnologue 166.000 Personen Hochdeutsch als Muttersprache, darunter 19.000, die Hochdeutsch und Plautdietsch zusammen als Muttersprache haben. Hinzu kommen weitere 19.000 Personen, deren Muttersprache allein das mennonitische Plautdietsch ist.
Eine wichtige Gruppe unter den deutschsprachigen Einwohnern Paraguays sind die deutschsprachigen Russlandmennoniten. Durch die bis heute anhaltende mennonitische Zuwanderung beläuft sich ihre Anzahl inzwischen auf 45.000–50.000 Personen. Die deutschsprachigen Mennoniten bewahren im Allgemeinen die deutsche Sprache und haben darüber hinaus bis heute viele Kinder, so dass ihre Zahl relativ schnell ansteigt. Viele der Abkömmlinge älterer Einwandererwellen bewahren ihre Sprache und geben sie an ihre Kinder weiter, dazu kommen Einwanderer der neuesten Welle seit 2020.
Zu den deutschen Dialekten, die in Paraguay gesprochen werden, gibt es nur wenige Untersuchungen. Das Plautdietsche der Russlandmennoniten weltweit ist gut dokumentiert und unterscheidet sich vor allem durch spanische Fremdwörter vom Plautdietsch in Deutschland, Nordamerika und Russland. In den „Vereinigten Kolonien“ Hohenau, Obligado und Bella Vista ist der deutsche Dialekt unter anderem vom Hunsrückischen der Brasiguayos geprägt, die schon bei der Gründung von Hohenau eine große Rolle gespielt haben und die vor allem in der zweiten Hälfte des 20. Jahrhunderts durch Zuzüge aus Brasilien verstärkt wurden. Die Sonderform des Hunsrückischen in Südbrasilien wird oft nach der dialektform Hunsrik genannt.

### Deutsche Schulen

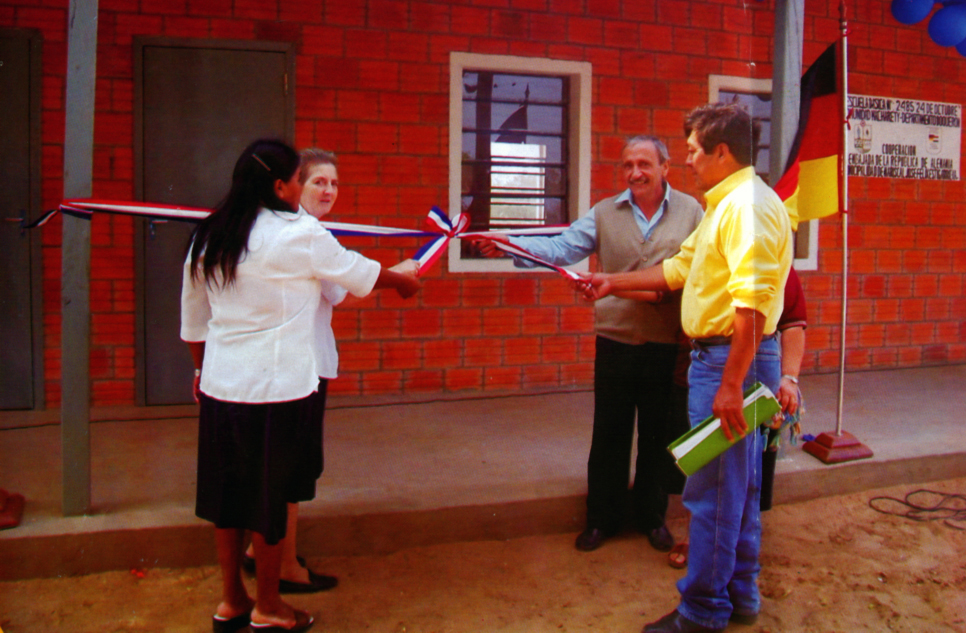
Einweihung einer deutsch-paraguayischen Schule im Departement Boquerón im Chaco, wo es eine bedeutende Bevölkerung (Mennoniten) deutscher Abstammung gibt.

Es gibt bis heute etliche deutsche Schulen, sowohl allgemeine, wie die Goethe-Schule Asunción als auch mennonitische, wie die Deutsche Schule Concordia in Asunción. Des Weiteren gibt es die Deutsche Schule Altos in San Bernardino im Departement Caacupé, die Deutsche Schule in Indepedencia Centro Educativo Independencia, die Deutsche Schule in Hohenau, Colegio Privado del Internado Evangélico de Hohenau und die Escuela Paraguaya Alemana Independencia in Independencia. Darüber hinaus gibt es deutsche Schulen in allen Mennonitenkolonien.

### Deutsche Zeitung
Mit der Wochenzeitschrift Das Wochenblatt verfügt Paraguay bis heute über eine deutsche Zeitung für das Land.

## Statistik
Neben den 166.000 Deutschsprachigen und 19.000 Plautdietschsprechern gibt es eine große Gruppe Deutschstämmiger. Die Volkszählung im Jahre 2002 ergab 419.200 Deutschstämmige, was bei einer Bevölkerung von 6.109.644 Paraguayern im Jahre 2002 einem Anteil von 6,89 % entspricht. Im Jahre 2005 lag diese Zahl noch bei 300.000. Die Volkszählung im Jahr 2022 ergab jedoch nur 1838 (≈ 0,035 % der Bevölkerung) in Paraguay lebende Personen, die in Deutschland geboren sind, was mit der Wanderungsgeschichte Deutschsprachiger aus anderen Gebieten und der Einwanderung vor allem zwischen 1870 und 1936 zusammenhängt.
In der Regierungszeit des deutschstämmigen Diktators Alfredo Stroessner, der von 1954 bis 1989 Staatspräsident war, sind zehntausende aus Brasilien stammende Deutschbrasilianer, sogenannte Brasiguayos, eingewandert. Allein in den Jahren 1973/74 waren es 42.000, vor allem in die Departements Alto Paraná, Caazapá, Itapúa, Canendiyú, Caaguazú und San Pedro. Allein in diesen Departements leben heute weit über 100.000 Deutschbrasilianer. Ein weiteres Zentrum der Einwanderung liegt um Hohenau herum mit mindestens 30.000–35.000 Deutschbrasilianern. Seit dem Sturz Stroessners im Jahre 1989 kamen weitere 150.000 Deutschstämmige aus Südbrasilien dazu.
In der brasilianischen Grenzregion leben inzwischen rund 500.000 brasilianische Siedler, von denen mindestens 150.000 deutschstämmige Brasilianer aus den drei südlichen brasilianischen Bundesstaaten Rio Grande do Sul, Santa Catarina, Paraná stammen.